# Кіровоградський обласний Центр народної творчості
Кіровоградський обласний Центр народної творчості — провідна організаціно-методична установа, що забезпечує умови розвитку народної творчості та культурно-дозвіллєвої діяльності Кіровоградщини. У 2011 році Центр став переможцем у Всеукраїнському огляді-конкурсі центрів народної творчості та культурно-освітньої роботи України, який започатковано Міністерством культури і туризму України. Директором обласного Центру народної творчості є Заслужений працівник культури України Валентина Семенівна Пращур.
Пріоритетним напрямком роботи Центру творчості є розвиток таких форм культурно-дозвіллєвої діяльності, як фестивалі, свята, конкурси тощо. Щорічно Центром проводяться масштабні культурно-мистецькі заходи, серед яких:
- Всеукраїнський фестиваль-конкурс вокально-хорового мистецтва «Калиновий спів»; Основною метою фестивалю є розвиток і популяризація народнопісенної творчості, відродження, збереження національних співочих традицій всієї України. [4]
- свято духовного співу «Молюсь за тебе, Україно»;
- конкурс хореографічного мистецтва «Весняні ритми»;
- тиждень національних культур «Степова веселка»;
- свято фольклору «Невичерпні джерела»;
- огляд-конкурс театральних аматорських колективів «Театральна весна Кіровоградщини»[5].